# Гекла
Ге́кла (исл. Hekla) — действующий вулкан на юге Исландии. Высота — 1491 метр. С 874 года извергался более 20 раз и считается наиболее активным вулканом Исландии. В средневековье исландцы называли его «Ворота в ад». Изучение отложений вулканического пепла показало, что вулкан был активным по крайней мере на протяжении последних 6600 лет. Последнее извержение произошло в 2000 году.
Гекла — часть вулканического горного хребта протяжённостью 40 километров. Однако самой активной частью этого хребта является трещина протяжённостью 5,5 километра, называемая Heklugjá, которая принадлежит вулкану Гекла.
В честь вулкана Гекла 30 мая 2018 года названа котловина на Плутоне (Hekla Cavus).

## История извержений

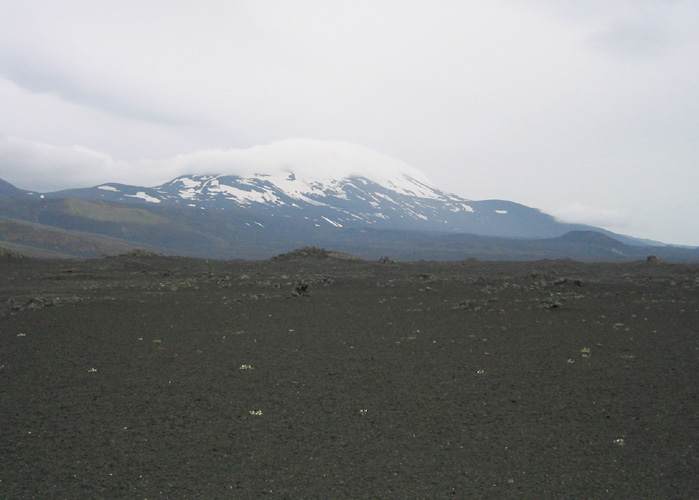
Вид на один из вулканических конусов

Самое раннее извержение было зарегистрировано в 1104 году и с тех пор прошло 20—30 значительных извержений.
Извержения Геклы являются весьма непохожими друг на друга, что делает их предсказание практически невозможным. Некоторые извержения могут быть короткими, от недели до десяти дней, а другие могут длиться месяцами и даже годами. Извержение 29 марта 1947 года закончилось лишь в апреле 1948 года. Но среди извержений обнаружена общая корреляция: чем дольше Гекла находится в спячке, тем более катастрофическим будет его извержение.

## Исторические и доисторические извержения
Наиболее крупное извержение Геклы в голоценовую эпоху произошло в 950 году до н. э. (по другой датировке — в 1159 году до н. э.). Оно носит название Гекла-3 или H-3. В ходе этого извержения в атмосферу было выброшено 7,3 км3 вулканического пепла, что позволило присвоить ему пятый балл по шкале показателя вулканической эксплозивности. Сила извержения была достаточна для понижения температуры в северном полушарии Земли в течение нескольких лет. Его следы были найдены в шотландских торфяных болотах и в Ирландии.

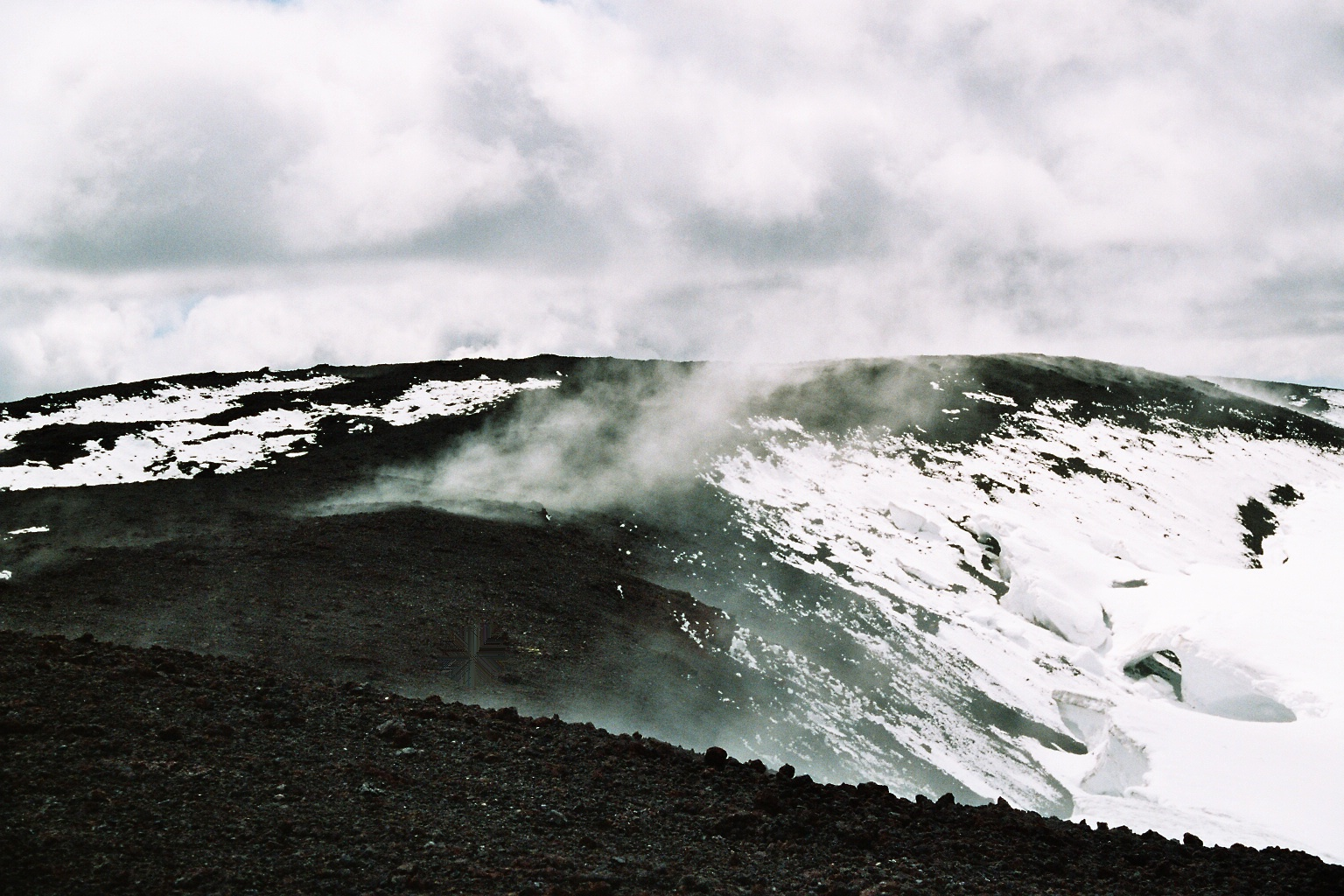
Активность фумарол на вершине.

| Извержение | Год              |
| ---------- | ---------------- |
| H-5        | 5050 до н. э.    |
| H-Sv       | 3900 до н. э.    |
| H-4        | 2310±20 до н. э. |
| H-3        | 950 до н. э.     |

## Репутация

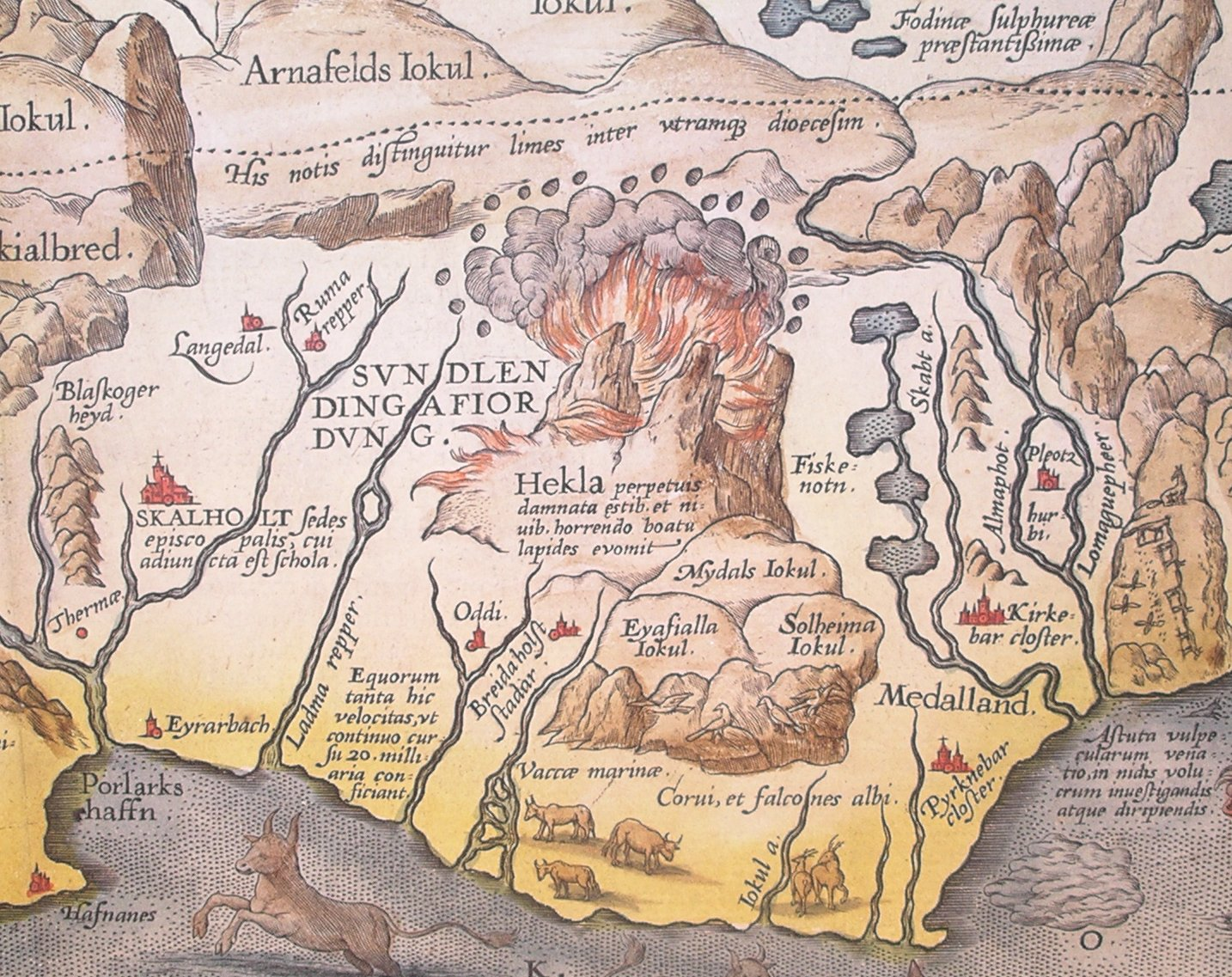
Детальная карта Исландии 1585 года Абрахама Ортелия показывает Геклу в извержении.

Слово Hekla означает короткий плащ с капюшоном. Это название вулкан получил из-за частого облачного покрова на самой вершине. Ранее латинский источник именовал гору Mons Casule (дословно: гора-плащ). После извержения в 1104 году появились истории (намеренно распространённые через Европу цистерцианцами), которые рассказывали, что Гекла является вратами в ад. Цистерцианский монах Герберт Клервоский написал в своем трактате «О чудесах» (не упоминая Геклу): 
Пресловутый огненный котёл Сицилии, что люди называют дымоходом преисподней… оный котёл воистину как печурка рядом с сим чудовищным адом.
Herbert de Clairvaux
Liber De Miraculis, 1180
В поэме монаха Бенедикта от 1120 года о приключениях Святого Брендана «Le Voyage de saint Brandan» Гекла упоминается как тюрьма Иуды.
Гекла — самый известный вулкан в Исландии, такой же национальный символ, как для японцев — Фудзияма. Её идеально правильный пологий конус хорошо виден из Рейкьявика, расположенного в 110 км к западу. Каждый год тысячи туристов стремятся подняться на её вершину, чтобы заглянуть в тёмную глубину кратера.

## Флора и фауна

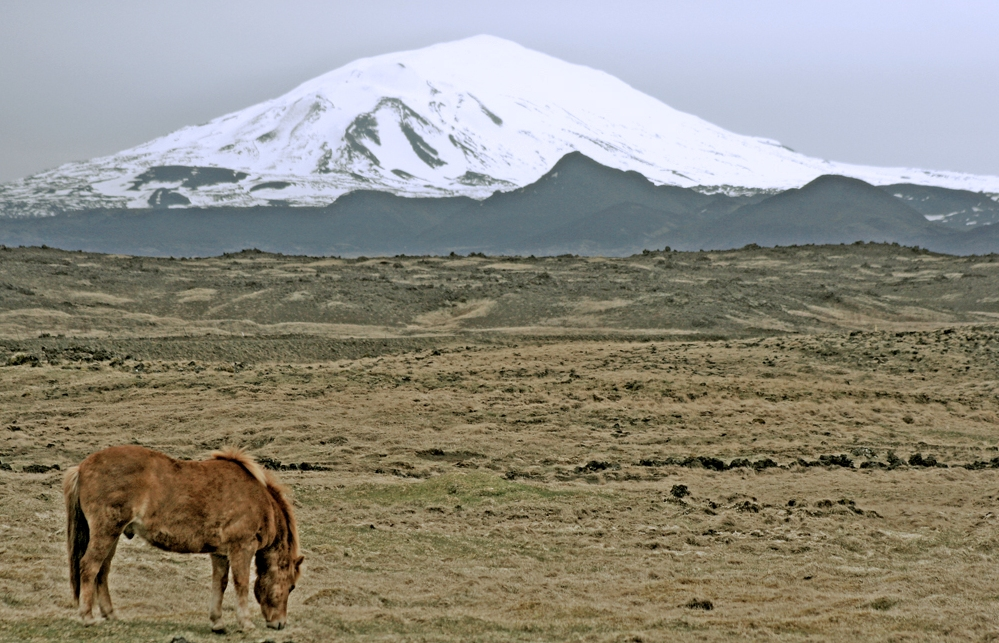
Гекла и исландская лошадь

Область Геклы когда-то была покрыта деревьями. Лес и некоторые достаточно высокие растения намного менее восприимчивы к пеплу, чем низкая растительность; но вулканическая деятельность вкупе с эффектом от человеческого жилья сделала непостоянную поверхность очень восприимчивой к эрозии. Был запущен проект по восстановлению 90 000 гектаров леса и отдельных видов берёзы и ивы на склонах Геклы, который начался с удобрения почвы и посева трав. Это позволит стабилизировать большие участки вулканического пепла, поможет уменьшить выветривание в период морозов, темпы дренажа и водной эрозии и, в конечном счёте, увеличит биоразнообразие. Этот проект является крупнейшим в Европе.